# 마긴다나오어
마긴다나오어(Maguindanaon)는 필리핀 마긴다나오주의 인구 다수가 통용하는 오스트로네시아어족의 언어이다. 잠보앙가, 다바오, 그리고 제너럴산토스, 북코타바토주, 술탄쿠다라트주, 남코타바토주, 사랑가니주, 남잠보앙가주, 잠보앙가시부가이주, 메트로 마닐라 등 민다나오의 다른 지역에 있는 많은 수의 인구가 사용하고 있다.

## 같이 보기
- 필리핀의 언어